# Даниловка (Покровский район, Днепропетровская область)
Даниловка (укр. Данилівка) — село,
Вишнёвский сельский совет,
Покровский район,
Днепропетровская область,
Украина.
Код КОАТУУ — 1224284505. Население по переписи 2001 года составляло 355 человек .

## Географическое положение
Село Даниловка находится на левом берегу реки Янчур, которая через 3,5 км впадает в реку Гайчур,
выше по течению на расстоянии в 1 км расположено село Егоровка.
Рядом проходит автомобильная дорога Т-0401.

## История
- 1861 — дата основания.